# マルチメディア インテリジェンス トランスファー
株式会社マルチメディア インテリジェンス トランスファー（Multimedia Intelligence Transfer Co., Ltd.）は、日本の企業。略称はMIT（ミット）。所在地は東京都新宿区西新宿。
主にゲームソフトやウェブコンテンツなどを制作している。
アトラスの下請けとして『女神転生外伝 ラストバイブル』シリーズ、『RONDE～輪舞曲～』、『真・女神転生 デビルチルドレン』の制作に関わる。

## リリース作品
（カッコ内は発売ハード、販売メーカー）
- 1991年 魔笛伝説 アストラリウス(PCE、IGS)
- 1992年 女神転生外伝 ラストバイブル(GB、アトラス)
- 1993年 女神転生外伝 ラストバイブルII(GB、アトラス)
- 1994年 ロードス島戦記II(PCE、ハドソン)
- 1995年 ラストバイブルIII(SFC、アトラス)
- 1995年 月面のアヌビス(SFC、イマジニア)
- 1997年 RONDE～輪舞曲～(SS、アトラス)
- 2000年 真・女神転生デビルチルドレン「黒の書」「赤の書」「白の書」(GB、アトラス)
- 2001年 SIMPLE1500シリーズ「THE・すもう」 (PS、ディースリー・パブリッシャー)
- 2002年 真・女神転生デビルチルドレン「光の書」「闇の書」(GBA、アトラス)
- 2003年 真・女神転生デビルチルドレン「炎の書」「氷の書」(GBA、アトラス)